# 보이보디나 사회주의 자치주
보이보디나 사회주의 자치주(세르보크로아트어: Социалистичка Аутономна Покраина Воводина, Socijalistika Autonomna Pokrajina Vojvodina)는 유고슬라비아 사회주의 연방 공화국의 세르비아 사회주의 공화국에 있던 두 개의 자치주 가운데 하나로, 수도는 노비사드였다.
이 지역은 현재의 보이보디나의 전신이며, 1963년부터 1990년까지는 세르비아 사회주의 공화국의 자치주로, 1974년부터 1990년까지는 유고슬라비아 사회주의 연방 공화국의 하나로 존재하였다.

## 같이 보기
- 코소보
- 보이보디나
- 코소보 사회주의 자치주
- 보이보디나 자치주 (1945년-1963년)
- 코소보 메토히야 자치주 (1946년-1974년)
- 세르비아 사회주의 공화국
- 유고슬라비아 사회주의 연방 공화국